# Copa Esso 1938
En 1938 se realizó el decimotercero torneo de Copa organizado por la Federación de Fútbol de Costa Rica, con el nombre de Copa Esso (trofeo donado por la Standard Oil Company of N.J. y su franquicia en Costa Rica West India Oil a la Federación Deportiva y el Comité Olímpico), el Orión FC fue el vencedor del campeonato de copa.
Los equipos participantes de este torneo fueron los equipos de la primera división a excepción de Herediano; y Alajuelense al ganar meses atrás la última competencia de copa queda sembrado en semifinales. El goleador del certamen fue el orionista Guido Matamoros con 4 anotaciones. El Orión FC se proclamó campeón del torneo al vencer en la final a Alajuelense (4-2).

## Cuartos de final
| 3 de abril de 1938 | Orión FC                      | 3:2 | Sociedad Gimnástica Española1 | Estadio Nacional, San José |  |
|                    | Jesús Araya 2 Guido Matamoros |     | Guido Soto 2                  |                            |  |

| 24 de abril de 1938 | La Libertad                                       | 4:1 | Cartaginés1   | Estadio Nacional, San José |                          |
|                     | Benigno Vargas Rafael A. Madrigal José Verdesia 2 |     | José A. Achoy | Árbitro(s): Jorge Pastor   | Árbitro(s): Jorge Pastor |

| 1 de mayo de 1938 | Sociedad Gimnástica Española    | 2:1 | Cartaginés | Estadio Nacional, San José |  |
|                   | Alfredo Castro Mariano Castillo |     | José Meza  |                            |  |

1. Gimnástica Española y Cartaginés juegan la última llave para pasar a semifinales al ser los perdedores de su anterior compromiso en esta eliminatoria.

## Semifinales
| 15 de mayo de 1938 | La Libertad   | 1:2 | Orión FC                   | Estadio Nacional, San José |                          |
|                    | Eduardo Rojas |     | Alfredo Piedra Jesús Araya | Árbitro(s): Jorge Pastor   | Árbitro(s): Jorge Pastor |

| 22 de mayo de 1938 | Alajuelense                                    | 4:3 | Sociedad Gimnástica Española              | Estadio Nacional, San José |  |
|                    | Evelio Martínez 2 Alejandro Morera Jorge Rojas |     | Antonio Campos Guillermo Durán Guido Soto |                            |  |

## Final
| 29 de mayo de 1938 | Orión FC                        | 4:2 | Alajuelense                  | Estadio Nacional, San José   |                              |
|                    | Guido Matamoros 3 Óscar Bolaños |     | Alejandro Morera Jorge Rojas | Árbitro(s): Cornelio Salazar | Árbitro(s): Cornelio Salazar |

|           |
| Orión FC  |
|           |
| 1° título |

| Predecesor: Torneo de Copa 1937 | Torneo de Copa de Costa Rica 1938 | Sucesor: Torneo de Copa 1939 |